# Piazza Yenne
Piazza Yenne, già piazza San Carlo, è una delle piazze storiche più importanti di Cagliari situata al termine del Largo Carlo Felice nel quartiere di Stampace.

## Storia

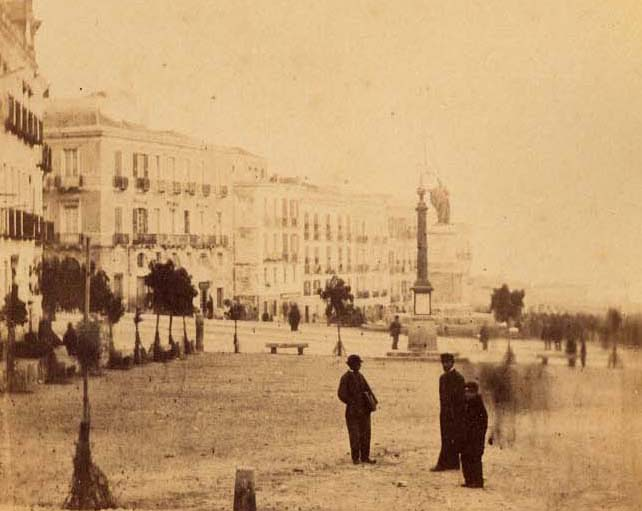
Piazza Yenne nel 1867

La prima pietra venne posata nel 1822 quando venne chiamata piazza San Carlo in onore del re di Sardegna Carlo Felice. A partire dalla seconda metà del secolo venne però rinominata in "piazza Yenne" in onore del viceré, il marchese Ettore Veuillet d'Yenne che ne volle la costruzione. Nel 1860 venne collocata, nelle immediate vicinanze della piazza, la statua di Carlo Felice, opera di Andrea Galassi, posizionata su un basamento progettato dall'architetto Gaetano Cima. Nella piazza, si trova la colonna miliare, posta dal viceré marchese di Yenne nel 1822, per indicare il punto di inizio della Strada Reale per Porto Torres, attuale strada statale 131 Carlo Felice.
L'aspetto attuale della piazza è frutto di un restauro effettuato nel 1980 che, oltre ad utilizzare elementi preesistenti, diventa zona pedonale. In uno dei vertici dell'ovale della piazza è collocata una monumentale scultura in bronzo e granito realizzata dallo scultore Carlo Loi, che dialoga con la colonna miliare situata nel vertice opposto.
Nel maggio 2017 l'amministrazione comunale, in ottemperanza al nuovo regolamento per l'occupazione del suolo pubblico e alle disposizioni della Soprintendenza Archeologia, belle arti e paesaggio, decide di eseguire un nuovo restauro della piazza riportandola ad uno stile simile all'originale, eliminando la fontana centrale e il monumento del Loi e lasciando un ampio spazio centrale libero e pedonale. Sono stati inoltre riorganizzati gli arredi privati delle attività commerciali, diminuendo le volumetrie assegnate e preferendo tavolini e ombrelloni ai gazebo che insistevano in precedenza.